# Cessna CG-2
Die Cessna CG-2 ist ein Gleitflugzeug des US-amerikanischen Herstellers Cessna.

## Geschichte
Um sein Unternehmen durch die schweren Zeiten der Großen Depression der 1930er Jahre zu führen, begann Clyde Cessna zusammen mit seinem Sohn Eldon 1930 mit der Konstruktion von kleinen, günstigen Flugzeugmodellen wie der CG-2. Während solche Gleiter in Europa zur Ausbildung von Piloten genutzt wurden, wurden sie in den Vereinigten Staaten zum Freizeitvergnügen eingesetzt. Angehörige der reichen Oberschicht zogen die Gleiter mit Fahrzeugen und flogen sie ähnlich einem Motorflugzeug. Zu einem Katalogpreis von rund 400 US-Dollar (heute etwa 5.700 US-Dollar) konnte die US-amerikanische Öffentlichkeit nun diesem Vergnügen nachgehen.

## Versionen
CG-2Gleiterversion
CPG-1Motorisierte Version mit einem Cleone-Triebwerk mit 10 PS (7 kW)

## Technische Daten
| Kenngröße            | Daten           |
| -------------------- | --------------- |
| Besatzung            | 1               |
| Länge                | 18 ft (5 m)     |
| Spannweite           | 36,17 ft (11 m) |
| Höhe                 | 6,83 ft (2 m)   |
| Flügelfläche         | 157 ft² (15 m²) |
| Flügelstreckung      | 8,3             |
| Leermasse            | 120 lb (54 kg)  |
| Fluggeschwindigkeit  | 20 kn (37 km/h) |
| Landegeschwindigkeit | 13 kn (24 km/h) |